# ماهیچه راست پیشین سر
ماهیچه راست پیشین سر یا عضله مستقیم رأسی قدامی (انگلیسی: Rectus capitis anterior muscle) ماهیچه کوتاه و تختی است که درست در پشت بخش بالایی ماهیچه دراز سر واقع شده‌است. ماهیچه راست پیشین سر به همراه ماهیچه راست کناری سر از توده‌های طرفی و زواید عرضی اطلس شروع می‌شوند و به سطح قدامی جسم مهره‌های پایین‌تر خاتمه می‌یابند.

## نگارخانه

Animation. Position of rectus capitis anterior muscle. Some bones around the muscle are shown in semi-transparent.
Skull has been removed (except for استخوان پس‌سری)
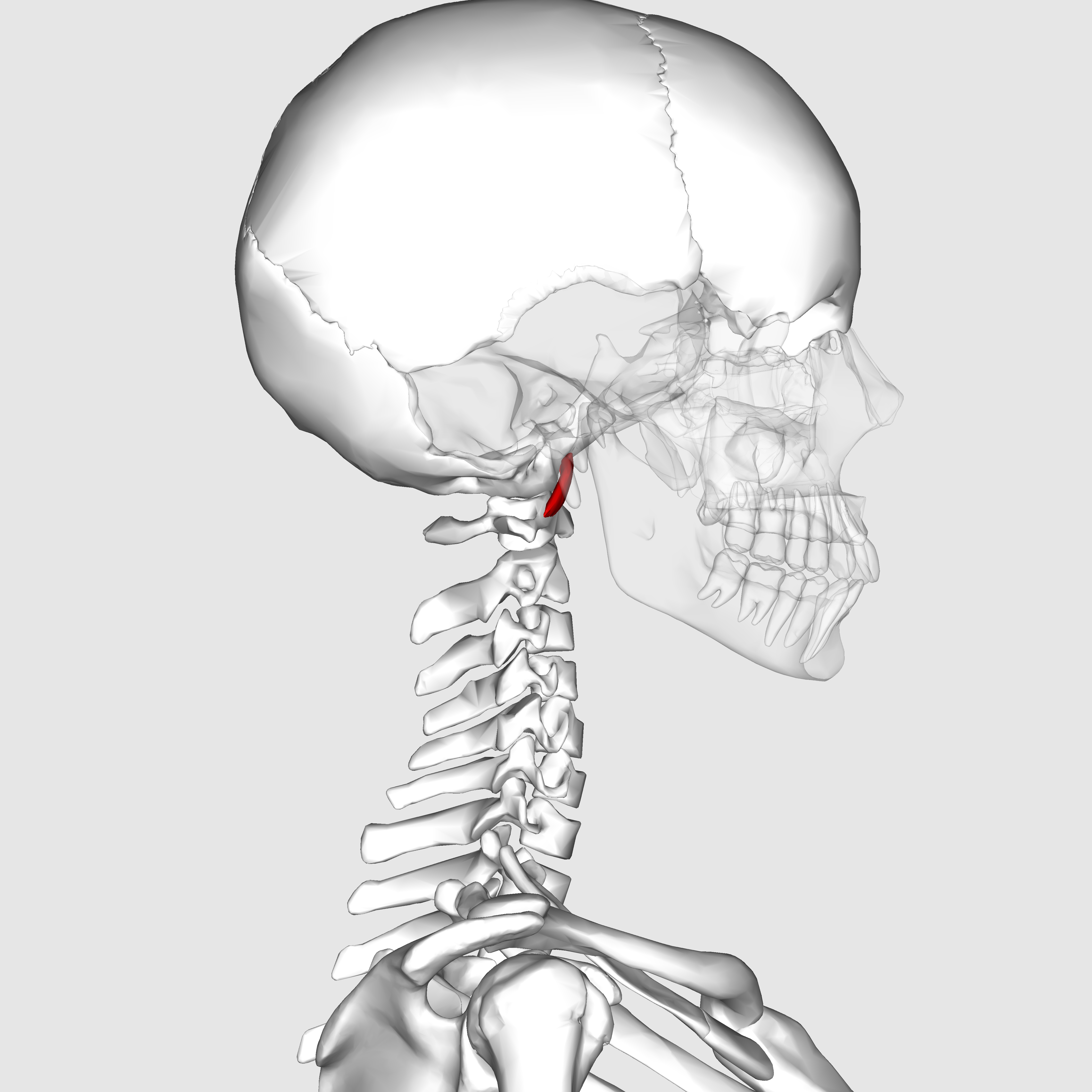
Lateral view. Still image.
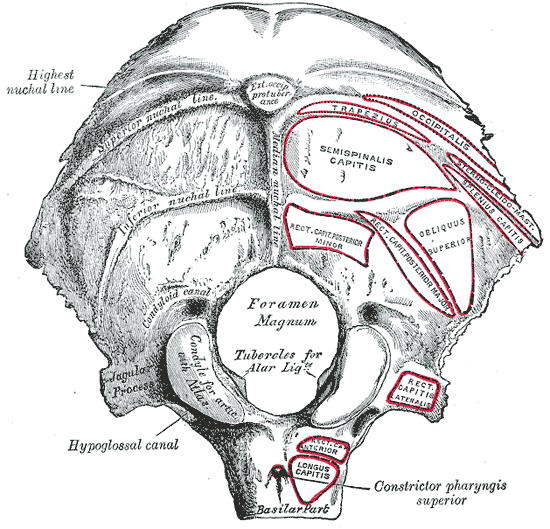
Occipital bone. Outer surface.
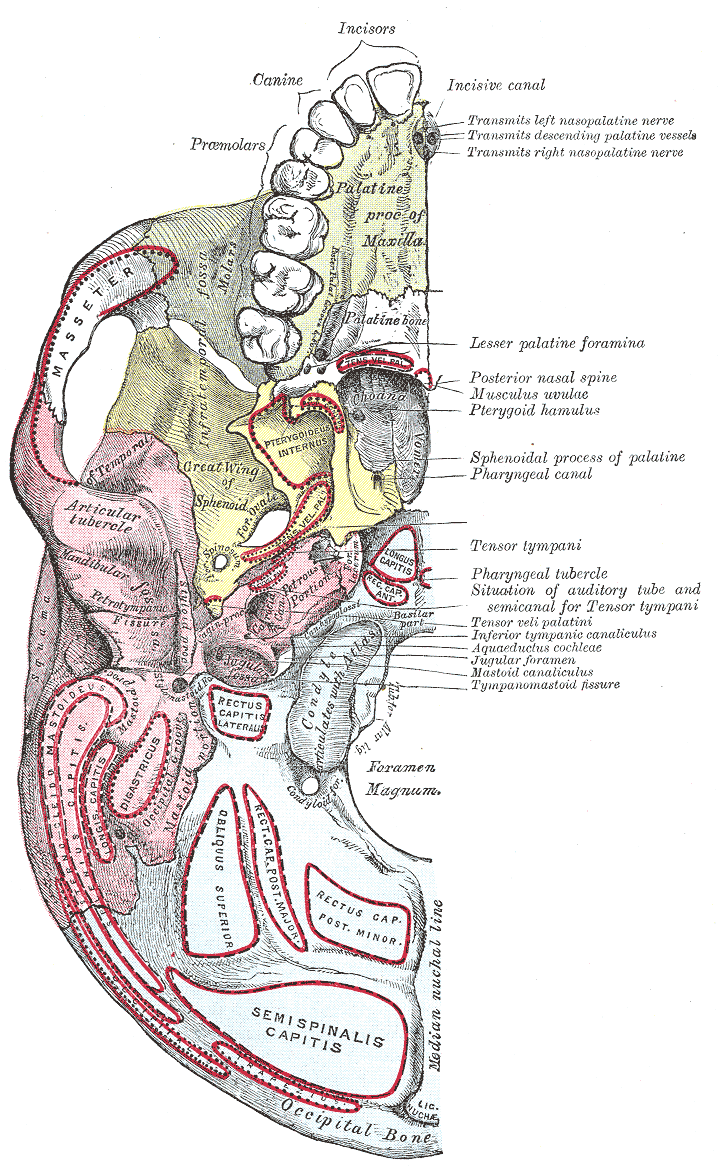
Base of skull. Inferior surface.